# Theodor Kärner
Theodor Kärner (* 10. Januar 1884 in Hohenberg an der Eger; † 6. September 1966 in München) war ein deutscher Porzellanbildner und Tierbildhauer.
1898–1903 absolvierte Kärner eine Ausbildung zum Modelleur bei der Firma Hutschenreuther. Danach besuchte er die Bildhauerklasse von Heinrich Waderé (1865–1950) sowie die Klasse für dekorative Plastik von Anton Pruska (1846–1930) an der kgl. Bayrischen Kunstgewerbeschule in München. Zwischen 1914 und 1921 war er bei dem Tiermaler Heinrich von Zügel (1850–1941) an der Akademie der Bildenden Künste München als Gasthörer, und später in Abendkursen inskribiert.
Von 1905 bis 1918 arbeitete er in Festanstellung als Bildhauer in der Porzellanmanufaktur Nymphenburg in München, zwischen 1918 und 1934 dann als freier Mitarbeiter bei der Firma Rosenthal in Selb.
1917 kaufte Philipp Rosenthal (1855–1937) das Porzellanwerk in Bahnhof-Selb. Obwohl zur AG gehörend, blieb es zunächst Privateigentum des Firmeninhabers. Um 1922 setzte dort die Produktion von Kunst- und Zierporzellan in vollem Umfang ein. Ab diesem Zeitpunkt dürfte mit der ständigen Mitarbeit Theodor Kärners dort zu rechnen sein. Mit großer Wahrscheinlichkeit hielt sie bis weit über 1934 hinaus an, obwohl der Bildhauer dem Hauptwerk in Selb bereits gekündigt hatte.
Kärner war bereits zum 1. Mai 1933 in die NSDAP eingetreten (Mitgliedsnummer 2.945.385), zum 9. November 1936 schloss er sich der SS an (SS-Nummer 277.681). Zum 9. November 1941 erreichte er den Rang eines SS-Hauptsturmführers. In der Porzellanmanufaktur Allach war er bis 1945 als künstlerischer Leiter angestellt. Die Porzellanmanufaktur Allach war zu diesem Zeitpunkt bereits ein Betrieb der SS mit Außenstelle Dachau, in der stets eine große Anzahl von Häftlingen arbeiten mussten. Dort entwarf er etwa 1942 im Auftrag Himmlers für SS-Mitglieder als Ehrengeschenk zur Geburt des vierten Kindes einen Leuchter in Weißporzellan, zylindrischem Korpus, ausladender Tropfschale, umlaufendem Kinderfries, Widmung und dem Spruch „In der Sippe ew'ger Kette bin ich nur ein Glied“.
Am 20. April 1938 erfolgte Kärners Ernennung zum Professor an der Akademie der Bildenden Künste München.
1937, 1938, 1940 und 1941 nahm er an der Großen Deutschen Kunstausstellung im „Haus der Deutschen Kunst“ in München teil, außer mit Plastiken auch mit Ölgemälden wie 1940 „Meldereiter“. 1937 zeigte er die martialisch-naturalistische Bronze-Büste „Frontkämpfer“. Bei der Ausstellung Deutsche Künstler und die SS 1944 in Breslau wurde von ihm ein „Malachowsky-Husar“ ausgestellt.
Im Rahmen der Entnazifizierung war er von 1945 bis 1947 im Lager Moosbach interniert. Nach seiner Entlassung war Kärner in den Jahren 1947–1953 Leiter der Kunstabteilung der Porzellanfabrik Eduard Haberländer (ein untergeordneter Betrieb von Oscar Schaller & Co. bzw. Winterling) in Windischeschenbach. Dort wurde ein Teil der Kollektion aus Allach übernommen und weiter produziert.
Rosenthal beschäftigte Theodor Kärner 1953 erneut als freien Mitarbeiter und übernahm im gleichen Jahr die Kunstabteilung aus Windischeschenbach mit sämtlichen Allacher Kärner-Modellen, die bis zur Schließung der Kunstabteilung in Selb dort ausgeführt wurden.
Bekannt sind zurzeit von Theodor Kärner: 88 Modelle für Nymphenburg, 114 Modelle für Rosenthal und 51 Modelle für Allach.